# Melanophila acuminata
Melanophila acuminata es una especie de escarabajo joya del género Melanophila, orden Coleoptera. Fue descrita por DeGeer en 1774.
La especie se mantiene activa durante enero y marzo hasta diciembre, siendo junio, julio y agosto los meses de mayor actividad.

## Descripción
Los adultos son negros y miden entre 7 y 11 mm de longitud.

## Distribución
Se distribuye por Suecia, Canadá, Estados Unidos de América, Reino Unido, Irlanda del Norte, Federación Rusa, Finlandia, Francia, Noruega, Estonia, Bélgica, Austria, Polonia, Corea, Suiza, Chequia, Alemania, Países Bajos, Eslovaquia, Hungría, Italia y Japón.